# Rdest uzlinatý
Rdest uzlinatý (Potamogeton nodosus) je druh jednoděložné rostliny z čeledi rdestovité (Potamogetonaceae).

## Popis
Jedná se vodní rostlinu s oddenkem, turiony se nevytváří. Patří mezi tzv. širokolisté rdesty, je zde nápadná hetorofylie, jinak vypadají listy ponořené a jinak listy plovoucí na hladině. Lodyha je cca do 200 cm dlouhá. Ponořené listy jsou jednoduché, střídavé, řapíkaté, 9–20 cm dlouhé a 1–3,5 cm široké, brzy odumírají. Plovoucí listy jsou řapíkaté, eliptické, asi 3–15 cm dlouhé a 1,5–4,5 cm široké. Palisty jsou vyvinuty, tvoří celkem nápadný jazýček. Květy jsou v květenstvích, v 2–7 cm dlouhých klasech na 3–15 cm dlouhých stopkách. Okvětí není rozlišeno na kalich a korunu, skládá se ze 4 okvětních lístků, většinou nenápadných, zelenavých až hnědavých, někteří autoři je však považují za přívěsky tyčinek. Tyčinky jsou 4, srostlé s okvětím. Gyneceum je apokarpní, složené z 4 plodolistů. Semeník je svrchní. Plodem je 3–4 mm dlouhá zelená nažka, na vrcholu s krátkým zobánkem.

## Rozšíření ve světě
Rdest uzlinatý roste v Evropě (kromě severu), v Asii, V Severní Americe (USA s malým přesahem do jižní Kanady), v Mexiku, ve Střední Americe a v Jižní Americe.

## Rozšíření v Česku
V ČR roste celkem vzácně ve vodách nížin až pahorkatin. Častější je v mírně tekoucích řekách a kanálech, ale někdy roste i v zatopených pískovnách. Je to silně ohrožený druh flóry ČR (kategorie C2).